# کونور کیسی
کونور کیسی (انگلیسی: Conor Casey؛ زادهٔ ۲۵ ژوئیهٔ ۱۹۸۱) یک بازیکن فوتبال اهل ایالات متحده آمریکا است.
وی همچنین در تیم ملی فوتبال ایالات متحده آمریکا بازی کرده است.